# 下水野
下水野（しもみずの）は、かつて愛知県瀬戸市にあった大字名。

## 地理
庄内川左岸、水野川下流域に位置していた。旧東春日井郡下水野村に由来する地域であり、現在の瀬戸市北西部に位置する6町（十軒町・鹿乗町・北みずの坂の全域と、本郷町・内田町・みずの坂の各一部）にあたる。字四ツ屋・岩割瀬・荏坪には古墳もあって、古くからの開発を物語る。

### 河川
この項の参考資料
- 庄内川 ： 東春日井郡高蔵寺町（春日井市）との境になる。
- 水野川（庄内川水系）
- 本郷川（水野川支流）
- 海老弦川（水野川支流） ： 大字中水野との境になる。
- 麻畑川（海老弦川支流） ： 大字中水野との境になる。

## 歴史

### 地名の由来
水野は古くは水沼と書いたという。水野川の下流域にあたるところから下水野と称したと推測される。

### 沿革
- 戦国時代には、尾張国春日部郡下水野郷として文献に名を残す[注釈 1][1]。
- 江戸時代には、尾張国春日井郡の尾張藩領水野代官所支配の下水野村となる[1]。
- 1880年（明治13年）2月5日 - 春日井郡が東西に分割され、東春日井郡下水野村となる[1][6]。
- 1889年（明治22年）10月1日 - 町村制施行の際、下水野村と上水野村・中水野村が合併して水野村となり、水野村大字下水野となる[1][7]。
- 1951年（昭和26年）5月3日 - 水野村が瀬戸市に編入され、瀬戸市大字下水野となる[1][8]。
- 1964年（昭和39年）10月1日 - 瀬戸市大字下水野が本郷町・十軒町・鹿乗町・内田町となり、同日をもって瀬戸市大字下水野は消滅する[2][1]。

## 施設

### 寺社
- 式内社尾張戸神社[1]
- 八幡社[1]
- 岩割瀬神社[1]
- 薬師堂[1]

### 教育
1876年（明治9年）当時の下水野村内に東谷学校が設置されるが、その後閉鎖。その後、大字域内に学校は置かれず、大字中水野にある水野小学校（水野村立、のちに瀬戸市立）に通っていた。

## 交通

### 鉄道
大字域に鉄道は走っていなかった。

### バス
省営自動車高蔵寺線
- 東谷山前停留所
- 十軒家停留所

## その他
1882年（明治15年）下水野村時代の字名は以下の通りであった。
海老弦（ゑびづる）・郷島（ごうじま）・麻畑（あさばた）・井ノ口（いのくち）・土佛（つちぼとけ）・十軒屋（じゅうけんや）・建場（たてば）・洞前（ほらまゑ）・東谷（とうごく）・石原（いしはら）・中筏（なかをさ）・半四屋敷(はんしやしき）・入尾（いりお）・岩割瀬（いわわりせ）・荏坪（ゑつぼ）・内屋敷（うちやしき）・後田（うしろだ）・四ツ谷（よつや）・神屋新田（かみやしんでん）